# Sievertsborch
Die Sievertsborch ist eine abgegangene mittelalterliche Burg im Ortsteil Langwarden der Gemeinde Butjadingen im niedersächsischen Landkreis Wesermarsch. Die Burg lag auf einer Wurt 500 m südwestlich der Wurt Niens, an der nördlich ein Priel vorbei lief.

## Geschichte
Schriftliche Quellen, die sich auf diese Burganlage beziehen ließen, sind nicht bekannt. Die Abwesenheit jeglicher Zeugnisse landwirtschaftlicher Tätigkeit und der Verteidigungsgraben weist die Wurt als befestigten Herrensitz aus, der einer Ausbauphase der Wurt Niens mit ihrem landwirtschaftlichen Betrieb angehörte. In der erst um 1600 einsetzenden schriftlichen Überlieferung erscheint die Sievertsborch als unbebauter Besitz des Pastorats von Langwarden, an das sie offenbar noch im Mittelalter geschenkt wurde.
Im historischen Zusammenhang der friesischen Geschichte bedeuten das ausgehende 11. und das 12. Jahrhundert eine Zeit der Auflehnung der Friesen gegen die Herrschaftsansprüche der auswärtigen Grafen, in diesem Fall der Grafschaft Oldenburg. Repräsentanten der Grafen in Friesland waren die der Oberschicht angehörigen Schulzen. Zu diesem Kreis dürfte der Erbauer der Sievertsborch gehört haben.

## Baugeschichte
Die ovale Wurt besitzt einen Durchmesser von 50–60 m Durchmesser und eine Höhe von rund zwei Metern. Sie ist mindestens seit dem 16. Jahrhundert unbebaut. Eine zwischen 1980 und 1982 durchgeführte Ausgrabung ergab eine dreiphasige Besiedlung ohne vorangegangene Flachsiedlung. Nach der dabei geborgenen Keramik wurde am Ende des 11. Jahrhunderts ein dreischiffiges Hallenhaus in Pfostenbauweise von 25,30 m Länge und maximal 8,60 m Breite errichtet, das einmal erneuert wurde. Es fehlen im Gebäude jegliche Anzeichen für die Aufstallung von Vieh, es handelte sich somit um ein reines Wohngebäude mit Herdstelle und (Back?-)Ofen. Weitere Gebäude existierten auf der Wurt nicht. Die letzte Phase endete noch vor der Mitte des 13. Jahrhunderts. Die obertägige Bebauung dieser Phase ist durch den Pflug zerstört worden, sodass keine Angaben hierzu erfolgen können. Im Norden zum Priel hin verlief ein vier Meter breiter und zwei Meter tiefer Graben, der zur Abwehr von dort angreifender Feinde dienen sollte.